# Suno AI
Suno AI або просто Suno — програма на основі генеративного штучного інтелекту для генерації музичних композицій. Suno стала доступною усім 20 грудня 2023 року після запуску вебдодатку та партнерства з Microsoft, яка включила Suno як плагін у Microsoft Copilot.
Suno генерує треки з текстового запиту (Text2Audio), який може включати опис стилю бажаної композиції та текст пісні. Творці Suno не розкривають набір даних, що використовується для навчання свого штучного інтелекту, але повідомляють, що він був захищений від плагіату та проблем з авторськими правами.

## Історія розробки
Suno Inc. заснували чотири особи: Майкл Шульман, Георг Куцко, Мартін Камачо та Кінан Фрейберг. Всі вони працювали в Kensho, стартапі у сфері штучного інтелекту, перш ніж заснувати власну компанію в Кембриджі, штат Массачусетс.
У квітні 2023 року Suno випустила свою відкриту вихідну модель перетворення тексту на мову та аудіо під назвою «Bark» на GitHub та Hugging Face під ліцензією MIT.
21 березня 2024 року Suno випустила версію v3 для всіх користувачів. Нова версія дозволила користувачам створювати 2-хвилинні пісні.
30 травня 2024 стала доступна версія Suno v3.5, в якій збільшили граничну довжину композиції до чотирьох хвилин, а також покращили відповідність тексту пісні в запиті.
1 липня 2024 року було випущено мобільний додаток з Suno для IOS-користувачів.
13 вересня розробники відкрили для користувачів з підпискою ранній доступ до функції Covers (Кавери).
Поліпшена версія V4 з'явилася у листопаді 2024 року, а в грудні стала безкоштовною.

## Монетизація
На сайті повністю відсутня реклама. Створювати пісні можна, використовуючи навіть безкоштовний обліковий запис, проте кожна генерація витрачає «кредити».
У Suno є можливість оформити платну передплату, яка, окрім більшої кількості «кредитів» на місяць, відкриває доступ до деяких додаткових функцій, у тому числі до тих, що знаходяться в ранньому доступі. Крім того, всі композиції, згенеровані «преміум»-користувачем, належать йому та дозволені для комерційного використання.

## Юридичні претензії
У червні 2024 року Американською асоціацією звукозаписних компаній було подано позов проти Suno та Udio, в якому стверджувалося про «серйозне порушення авторських прав на звукозаписи». У позові вимагалося заборонити компаніям проводити навчання з музики, захищеної авторським правом, а також відшкодувати збитки у розмірі до 150 000 доларів за твір через порушення, які вже мали місце.